# United Rugby Championship 2024-2025
United Rugby Championship 2024-25 fu l'8ª edizione della competizione transnazionale di rugby a 15 per club delle federazioni gallese, irlandese, italiana, scozzese e sudafricana, la 4ª con tale nome nonché la 24ª assoluta contando anche le edizioni di Celtic League, Pro12 e Pro14.
Si tenne dal 20 settembre 2024 al 14 giugno 2025 tra 16 squadre che si incontrarono nella stagione regolare con una formula mista a gironi con classifica unica che espresse le otto squadre per la fase a play-off.
Il torneo assunse il nome commerciale di BKT United Rugby Championship nell'emisfero settentrionale e Vodacom United Rugby Championship in Sudafrica a seguito di due accordi commerciali separati, stipulati rispettivamente con la multinazionale indiana degli pneumatici Balkrishna Industries, titolare del marchio BKT, e con Vodacom, filiazione sudafricana di Vodafone.
Campione, per la nona volta nella storia della competizione, fu la franchise irlandese di Leinster, impostasi in maniera netta 32-7 nella finale di Dublino contro la sudafricana Bulls: avanti di 17-0 alla ripresa, Leinster subì i primi - e unici - punti avversari solo sul 20-0 e si aggiudicò il titolo al termine di un incontro mai in discussione.
Con tale vittoria Leinster consolidò la propria posizione in testa al palmarès della competizione, distanziando di cinque titoli le avversarie più prossime, Munster e Ospreys.
Il valore delle marcature, come stabilito da World Rugby nel 2017, è: 5 punti per ciascuna meta (7 se trasformata), 7 punti per la meta tecnica, 3 punti per la realizzazione di ciascun calcio piazzato, idem per il drop.

## Formula
Le sedici squadre furono suddivise in quattro gironi geografici:
- Girone gallese (o rosso): le quattro franchigie del Galles;
- Girone irlandese (o verde): le quattro franchigie dell'isola d'Irlanda;
- Girone italo-scozzese (o azzurro/blu): le due franchigie d'Italia e le due della Scozia;
- Girone sudafricano (o giallo): le quattro franchigie del Sudafrica.

Inizialmente ogni franchigia incontrò in gara di andata e ritorno tutte quelle del proprio girone (6 incontri); a seguire incontrò una volta sola tutte le altre 12, per un totale di 18 incontri disputati.
Dopo tale fase fu stilata una classifica unica, le prime otto della quale accedettero ai play-off in gara unica secondo lo schema per il quale le prime quattro in classifica affrontarono le altre quattro in ordine inverso di graduatoria.
La finale si tenne anch'essa in gara unica.
Essendo ammesse anche le squadre sudafricane alle coppe europee, la qualificazione alla Champions Cup e alla Challenge Cup avvenne come segue:
- 8 squadre alla Champions Cup: le otto migliori in classifica generale
- 8 squadre alla Challenge Cup: le altre 8 squadre non classificate alla Champions Cup.

## Squadre partecipanti
| Girone gallese | Girone irlandese | Girone italo/scozzese | Girone sudafricano |
| -------------- | ---------------- | --------------------- | ------------------ |
| Cardiff Rugby  | Connacht         | Benetton              | Bulls              |
| Dragons        | Leinster         | Edimburgo             | Lions              |
| Ospreys        | Munster          | Glasgow Warriors      | Sharks             |
| Scarlets       | Ulster           | Zebre                 | Stormers           |

## Stagione regolare

### Risultati
|            | 1ª giornata          |       |
| ---------- | -------------------- | ----- |
| 20-9-2024  | Edimburgo — Leinster | 31-33 |
| 20-9-2024  | Cardiff — Zebre      | 22-17 |
| 21-9-2024  | Dragons — Ospreys    | 23-21 |
| 21-9-2024  | Munster — Connacht   | 35-33 |
| 21-9-2024  | Benetton — Scarlets  | 20–20 |
| 21-9-2024  | Ulster — Glasgow     | 20-19 |
| 8-2-2025   | Stormers — Bulls     | 32-33 |
| 8-3-2025   | Sharks — Lions       | 25-22 |
|            |                      |       |
|            | 4ª giornata          |       |
| 11-10-2024 | Glasgow — Zebre      | 33-3  |
| 12-10-2024 | Cardiff — Scarlets   | 19-25 |
| 12-10-2024 | Benetton — Sharks    | 38-10 |
| 12-10-2024 | Edimburgo — Stormers | 38-7  |
| 12-10-2024 | Leinster — Munster   | 26-12 |
| 12-10-2024 | Ospreys — Bulls      | 19-29 |
| 12-10-2024 | Ulster — Connacht    | 32-27 |
| 13-10-2024 | Dragons — Lions      | 19-23 |
|            |                      |       |
|            | 7ª giornata          |       |
| 29-11-2024 | Glasgow — Scarlets   | 17-15 |
| 29-11-2024 | Ulster — Leinster    | 20-27 |
| 30-11-2024 | Sharks — Stormers    | 21-15 |
| 30-11-2024 | Cardiff — Dragons    | 31-23 |
| 30-11-2024 | Connacht — Bulls     | 14-28 |
| 30-11-2024 | Edimburgo — Benetton | 50-33 |
| 30-11-2024 | Munster — Lions      | 17-10 |
| 30-11-2024 | Zebre — Ospreys      | 22-17 |
|            |                      |       |
|            | 10ª giornata         |       |
| 24-1-2025  | Ospreys — Benetton   | 43-0  |
| 25-1-2025  | Lions — Bulls        | 22-35 |
| 25-1-2025  | Scarlets — Edimburgo | 30-24 |
| 25-1-2025  | Leinster — Stormers  | 36-12 |
| 25-1-2025  | Cardiff — Sharks     | 22-42 |
| 25-1-2025  | Dragons — Munster    | 19-38 |
| 26-1-2025  | Glasgow — Connacht   | 22-19 |
| 26-1-2025  | Ulster — Zebre       | 14-15 |
|            |                      |       |
|            | 13ª giornata         |       |
| 21-3-2025  | Glasgow — Munster    | 28-25 |
| 21-3-2025  | Cardiff — Lions      | 20-17 |
| 22-3-2025  | Sharks — Zebre       | 35-34 |
| 22-3-2025  | Benetton — Edimburgo | 21-18 |
| 22-3-2025  | Bulls — Leinster     | 21-20 |
| 22-3-2025  | Scarlets — Stormers  | 17-29 |
| 22-3-2025  | Dragons — Ulster     | 30-34 |
| 22-3-2025  | Ospreys — Connacht   | 43-40 |
|            |                      |       |
|            | 16ª giornata         |       |
| 25-4-2025  | Glasgow — Bulls      | 19-26 |
| 25-4-2025  | Cardiff — Munster    | 26-21 |
| 25-4-2025  | Zebre — Edimburgo    | 25-25 |
| 26-4-2025  | Lions — Connacht     | 26-7  |
| 26-4-2025  | Ospreys — Dragons    | 57-24 |
| 26-4-2025  | Stormers — Benetton  | 56-5  |
| 26-4-2025  | Scarlets — Leinster  | 35-22 |
| 26-4-2025  | Ulster — Sharks      | 19-22 |

|            | 2ª giornata          |       |
| ---------- | -------------------- | ----- |
| 27-9-2024  | Leinster — Dragons   | 34–6  |
| 27-9-2024  | Glasgow — Benetton   | 42-10 |
| 28-9-2024  | Lions — Ulster       | 35-22 |
| 28-9-2024  | Bulls — Edimburgo    | 22-16 |
| 28-9-2024  | Zebre — Munster      | 42-33 |
| 28-9-2024  | Scarlets — Cardiff   | 15-24 |
| 28-9-2024  | Connacht — Sharks    | 36-30 |
| 28-9-2024  | Ospreys — Stormers   | 37-24 |
|            |                      |       |
|            | 5ª giornata          |       |
| 18-10-2024 | Ulster — Ospreys     | 36-12 |
| 18-10-2024 | Scarlets — Bulls     | 23-22 |
| 19-10-2024 | Zebre — Lions        | 9-10  |
| 19-10-2024 | Sharks — Glasgow     | 28-24 |
| 19-10-2024 | Stormers — Munster   | 34-19 |
| 19-10-2024 | Edimburgo — Cardiff  | 27-8  |
| 19-10-2024 | Connacht — Leinster  | 12-33 |
| 19-10-2024 | Dragons — Benetton   | 21-31 |
|            |                      |       |
|            | 8ª giornata          |       |
| 20-12-2024 | Ulster — Munster     | 19-22 |
| 21-12-2024 | Benetton — Zebre     | 11-10 |
| 21-12-2024 | Stormers — Lions     | 29-10 |
| 21-12-2024 | Sharks — Bulls       | 20-17 |
| 21-12-2024 | Ospreys — Scarlets   | 23-22 |
| 21-12-2024 | Leinster — Connacht  | 20-12 |
| 22-12-2024 | Glasgow — Edimburgo  | 33-14 |
| 26-12-2024 | Dragons — Cardiff    | 22-24 |
|            |                      |       |
|            | 11ª giornata         |       |
| 14-2-2025  | Edimburgo — Zebre    | 17-22 |
| 14-2-2025  | Ospreys — Leinster   | 19-22 |
| 15-2-2025  | Lions — Stormers     | 30-23 |
| 15-2-2025  | Bulls — Sharks       | 19-29 |
| 15-2-2025  | Benetton — Ulster    | 34-19 |
| 15-2-2025  | Munster — Scarlets   | 29-8  |
| 15-2-2025  | Connacht — Cardiff   | 24-19 |
| 16-2-2025  | Dragons — Glasgow    | 20-45 |
|            |                      |       |
|            | 14ª giornata         |       |
| 28-3-2025  | Ulster — Stormers    | 38-34 |
| 28-3-2025  | Edimburgo — Dragons  | 38-5  |
| 29-3-2025  | Bulls — Zebre        | 63-24 |
| 29-3-2025  | Connacht — Munster   | 24-30 |
| 29-3-2025  | Scarlets — Ospreys   | 38-22 |
| 29-3-2025  | Sharks — Leinster    | 7-10  |
| 29-3-2025  | Benetton — Cardiff   | 20-19 |
| 29-3-2025  | Glasgow — Lions      | 42-0  |
|            |                      |       |
|            | 17ª giornata         |       |
| 9-5-2025   | Sharks — Ospreys     | 29-10 |
| 9-5-2025   | Munster — Ulster     | 38-20 |
| 10-5-2025  | Bulls — Cardiff      | 45-21 |
| 10-5-2025  | Benetton — Glasgow   | 33-7  |
| 10-5-2025  | Stormers — Dragons   | 48-12 |
| 10-5-2025  | Leinster — Zebre     | 76-5  |
| 10-5-2025  | Connacht — Edimburgo | 21-31 |
| 11-5-2025  | Lions — Scarlets     | 19-32 |

|            | 3ª giornata         |       |
| ---------- | ------------------- | ----- |
| 4-10-2024  | Scarlets — Connacht | 23-24 |
| 4-10-2024  | Cardiff — Glasgow   | 36-52 |
| 5-10-2024  | Lions — Edimburgo   | 55-21 |
| 5-10-2024  | Bulls — Ulster      | 47-21 |
| 5-10-2024  | Benetton — Leinster | 5–35  |
| 5-10-2024  | Dragons — Sharks    | 30-33 |
| 5-10-2024  | Zebre — Stormers    | 5-36  |
| 5-10-2024  | Munster — Ospreys   | 23–0  |
|            |                     |       |
|            | 6ª giornata         |       |
| 25-10-2024 | Benetton — Bulls    | 15-17 |
| 25-10-2024 | Scarlets — Zebre    | 30-8  |
| 26-10-2024 | Stormers — Glasgow  | 17-28 |
| 26-10-2024 | Sharks — Munster    | 41-24 |
| 26-10-2024 | Ospreys — Edimburgo | 22-13 |
| 26-10-2024 | Leinster — Lions    | 24-6  |
| 26-10-2024 | Connacht — Dragons  | 31-7  |
| 26-10-2024 | Cardiff — Ulster    | 21-19 |
|            |                     |       |
|            | 9ª giornata         |       |
| 27-12-2024 | Munster — Leinster  | 7-28  |
| 28-12-2024 | Stormers — Sharks   | 24-20 |
| 28-12-2024 | Edimburgo — Glasgow | 10-7  |
| 28-12-2024 | Zebre — Benetton    | 12-24 |
| 28-12-2024 | Connacht — Ulster   | 7-17  |
| 1-1-2025   | Cardiff — Ospreys   | 13-13 |
| 1-1-2025   | Scarlets — Dragons  | 32-15 |
| 22-2-2025  | Bulls — Lions       | 31-19 |
|            |                     |       |
|            | 12ª giornata        |       |
| 28-2-2025  | Munster — Edimburgo | 28-34 |
| 28-2-2025  | Zebre — Dragons     | 31-21 |
| 1-3-2025   | Lions — Sharks      | 38-14 |
| 1-3-2025   | Bulls — Stormers    | 16-19 |
| 1-3-2025   | Leinster — Cardiff  | 42-24 |
| 1-3-2025   | Ulster — Scarlets   | 30-28 |
| 1-3-2025   | Connacht — Benetton | 38-30 |
| 1-3-2025   | Glasgow — Ospreys   | 31-32 |
|            |                     |       |
|            | 15ª giornata        |       |
| 18-4-2025  | Edimburgo — Sharks  | 17-18 |
| 19-4-2025  | Lions — Benetton    | 31-42 |
| 19-4-2025  | Stormers — Connacht | 34-29 |
| 19-4-2025  | Ospreys — Cardiff   | 19-36 |
| 19-4-2025  | Munster — Bulls     | 13-16 |
| 19-4-2025  | Dragons — Scarlets  | 23-31 |
| 19-4-2025  | Zebre — Glasgow     | 6-14  |
| 19-4-2025  | Leinster — Ulster   | 41-17 |
|            |                     |       |
|            | 18ª giornata        |       |
| 16-5-2025  | Stormers — Cardiff  | 34-24 |
| 16-5-2025  | Edimburgo — Ulster  | 47-17 |
| 16-5-2025  | Munster — Benetton  | 30-21 |
| 17-5-2025  | Bulls — Dragons     | 55-15 |
| 17-5-2025  | Lions — Ospreys     | 29-28 |
| 17-5-2025  | Zebre — Connacht    | 12-22 |
| 17-5-2025  | Sharks — Scarlets   | 12-3  |
| 17-5-2025  | Leinster — Glasgow  | 13-5  |

### Classifica
| Pos | Squadra          | G  | V  | N | P  | PF  | PS  | DP   | BMP | Pt |
| --- | ---------------- | -- | -- | - | -- | --- | --- | ---- | --- | -- |
| 1   | Leinster         | 18 | 16 | 0 | 2  | 542 | 256 | +286 | 12  | 76 |
| 2   | Bulls            | 18 | 14 | 0 | 4  | 542 | 361 | +181 | 12  | 68 |
| 3   | Sharks           | 18 | 13 | 0 | 5  | 436 | 402 | +34  | 10  | 62 |
| 4   | Glasgow Warriors | 18 | 11 | 0 | 7  | 468 | 327 | +141 | 15  | 59 |
| 5   | Stormers         | 18 | 10 | 0 | 8  | 507 | 418 | +89  | 15  | 55 |
| 6   | Munster          | 18 | 9  | 0 | 9  | 444 | 429 | +15  | 15  | 51 |
| 7   | Edimburgo        | 18 | 8  | 1 | 9  | 471 | 407 | +64  | 15  | 49 |
| 8   | Scarlets         | 18 | 9  | 1 | 8  | 427 | 382 | +45  | 10  | 48 |
| 9   | Cardiff Rugby    | 18 | 8  | 1 | 9  | 409 | 477 | −68  | 13  | 47 |
| 10  | Benetton         | 18 | 9  | 1 | 8  | 393 | 478 | −85  | 8   | 46 |
| 11  | Lions            | 18 | 8  | 0 | 10 | 402 | 440 | −38  | 8   | 40 |
| 12  | Ospreys          | 18 | 7  | 1 | 10 | 437 | 454 | −17  | 10  | 40 |
| 13  | Connacht         | 18 | 6  | 0 | 12 | 420 | 472 | −52  | 15  | 39 |
| 14  | Ulster           | 18 | 7  | 0 | 11 | 414 | 506 | −92  | 10  | 38 |
| 15  | Zebre            | 18 | 5  | 1 | 12 | 302 | 503 | −201 | 7   | 29 |
| 16  | Dragons          | 18 | 1  | 0 | 17 | 335 | 637 | −302 | 5   | 9  |

## Play-off
|  | Quarti di finale | Quarti di finale | Quarti di finale |                  |          | Semifinali | Semifinali | Semifinali |  |  | Finale | Finale | Finale |  |
|  |                  |                  |                  |                  |          |            |            |            |  |  |        |        |        |  |
|  | 1                | Leinster         | 33               |                  |          |            |            |            |  |  |        |        |        |  |
|  | 1                | Leinster         | 33               |                  |          |            |            |            |  |  |        |        |        |  |
|  | 8                | Scarlets         | 21               |                  |          |            |            |            |  |  |        |        |        |  |
|  | 8                | Scarlets         | 21               |                  | Leinster | Leinster   | 37         |            |  |  |        |        |        |  |
|  |                  |                  |                  |                  | Leinster | Leinster   | 37         |            |  |  |        |        |        |  |
|  |                  |                  | Glasgow Warriors | Glasgow Warriors | 19       |            |            |            |  |  |        |        |        |  |
|  | 4                | Glasgow Warriors | Glasgow Warriors | Glasgow Warriors | 19       | 36         |            |            |  |  |        |        |        |  |
|  | 4                | Glasgow Warriors |                  |                  |          |            |            |            |  |  |        |        |        |  |
|  | 5                | Stormers         | 18               |                  |          |            |            |            |  |  |        |        |        |  |
|  | 5                | Stormers         | 18               |                  | Leinster | Leinster   | 32         |            |  |  |        |        |        |  |
|  |                  |                  |                  |                  |          |            |            |            |  |  |        |        |        |  |
|  |                  |                  | Bulls            | Bulls            | 7        |            |            |            |  |  |        |        |        |  |
|  | 2                | Bulls            | Bulls            | Bulls            | 7        | 42         |            |            |  |  |        |        |        |  |
|  | 2                | Bulls            |                  |                  |          |            |            |            |  |  |        |        |        |  |
|  | 7                | Edimburgo        | 33               |                  |          |            |            |            |  |  |        |        |        |  |
|  | 7                | Edimburgo        | 33               |                  | Bulls    | Bulls      | 25         |            |  |  |        |        |        |  |
|  |                  |                  |                  |                  | Bulls    | Bulls      | 25         |            |  |  |        |        |        |  |
|  |                  |                  | Sharks           | Sharks           | 13       |            |            |            |  |  |        |        |        |  |
|  | 3                | Sharks           | Sharks           | Sharks           | 13       | 24         |            |            |  |  |        |        |        |  |
|  | 3                | Sharks           |                  |                  |          |            |            |            |  |  |        |        |        |  |
|  | 6                | Munster          | 24               |                  |          |            |            |            |  |  |        |        |        |  |

### Quarti di finale
| Arbitro: | Andrew Brace |

|                                                |      |                             |
| Darge 9’ Rowe 14’, 45’ H. Venter 27’ Horne 51’ | mt   | 25’, 42’ Senatla            |
| Horne 9’, 14’, 45’, 51’                        | tr   | 25’ Feinberg-Mngomezulu     |
| Horne 55’                                      | c.p. | 6’, 18’ Feinberg-Mngomezulu |

| Arbitro: | Adam Jones |

|                                                                      |      |                                                |
| Hanekom 18’ Kriel 31’ Vorster 36’ Moodie 42’ Johannes 46’ Nortje 51’ | mt   | 4’, 63’ W. Goosen 13’, 28’ Thompson 58’ Ashman |
| Johannes 42’, 46’, 51’                                               | tr   | 4’, 13’, 28’, 58’ Thompson                     |
| Johannes 10’, 61’                                                    | c.p. |                                                |

| Arbitro: | Hollie Davidson |

|                                               |      |                                             |
| Lowe 4’ Gibson-Park 9’ Osborne 45’ Keenan 59’ | mt   | 19’ T. Rogers 40’ B. Murray 70’ J. Williams |
| Prendergast 9’, 45’                           | tr   | 19’, 40’ Costelow 70’ I. Lloyd              |
| Prendergast 35’, 65’, 73’                     | c.p. |                                             |

| Arbitro: | Mike Adamson |

|                                                                       |                      |                                                         |
| Hooker 45’ Fassi 67’ Mbatha 73’                                       | mt                   | 9’ Nash 56’ J. Wycherley 60’ Kilgallen                  |
| Ja. Hendrikse 45’, 67’, 73’                                           | tr                   | 9’, 56’, 60’ J. Crowley                                 |
| Ja. Hendrikse 54’                                                     | c.p.                 | 76’ C. Murray                                           |
| Jo. Hendrikse Ja. Hendrikse Davids Jo. Hendrikse Ja. Hendrikse Davids | Calci piazzati 6 – 4 | J. Crowley R. Scannell C. Murray J. Crowley R. Scannell |

### Semifinali
| Arbitro: | Andrea Piardi |

|                                                             |      |                                  |
| Sheehan 3’, 40+1’ Osborne 28’, 54’ Clarkson 33’ Frawley 58’ | mt   | 5’ Horne 72’ Dobie 79’ Tuipulotu |
| Prendergast 3’, 54’                                         | tr   | 72’, 79’ Jordan                  |
| Prendergast 23’                                             | c.p. |                                  |

| Arbitro: | Andrew Brace |

|                                        |      |                        |
| S. de Klerk 8’ Moodie 22’ D. Kriel 67’ | mt   | 45’ Mapimpi 53’ Hooker |
| J. Goosen 8’ Joannes 67’               | tr   |                        |
| J. Goosen 36’ Joannes 57’              | c.p. | 27’ Jo. Hendrikse      |

### Finale
| Arbitro: | Andrea Piardi |

| |              | |
| Conan 5’ J. Barrett 13’ v.d. Flier 22’ Gunne 72’ | mt           | 50’ A. v.d. Merwe |
| Prendergast 5’, 13’ Byrne 72’ | tr           | 50’ J. Goosen |
| Prendergast 44’, 67’ | c.p.         | |
| · J. O’Brien · T. O’Brien · 75’ Ringrose · J. Barrett · Lowe · 69’ Prendergast · 69’ McGrath · 75’ Porter · 56’ Dan Sheehan · 56’ Clarkson · McCarthy · 43’ Ryan · Baird · v.d. Flier · 75’ Conan | Formazioni   | · W. le Roux · Moodie · D. Kriel · Vorster · S. de Klerk 65’ · J. Goosen 69’ · Papier 72’ · Wessels 52’ · Grobbelaar 45’ · Louw 65’ · Wiese 37’ · v. Heerden · v. Staden · Nortjé · M. Coetzee 65’ |
| · 43’ Snyman · 56’ Kelleher · 56’ Slimani · 69’ Byrne · 69’ Gunne · 75’ Boyle · 75’ Deegan · 75’ Osborne                                                                                          | Sostituzioni | · Kirsten 37’ · A. v.d. Merwe 45’ · Tshakweni 52’ · Carr 65’ · M. Smith 65’ · D. Williams 65’ · Z. Burger 72’                                                                                      |
| Leo Cullen | Allenatori   | Jake White |